# 10461 Dawilliams
10461 Dawilliams eller 1978 XU är en asteroid i huvudbältet som upptäcktes 6 december 1978 av de båda amerikanska astronomerna Archibald Warnock och Edward L.G. Bowell vid Palomarobservatoriet. Den är uppkallad efter David Allen Williams.
Asteroiden har en diameter på ungefär 6 kilometer.